# Ernst Grumbt
Ernst Grumbt (* 2. September 1840 in Schmilka; † 19. September 1917 in Loschwitz; vollständiger Name: Carl Ernst Grumbt) war ein deutscher Kaufmann, Unternehmer und zeitweise Mitglied des Deutschen Reichstags.

## Leben

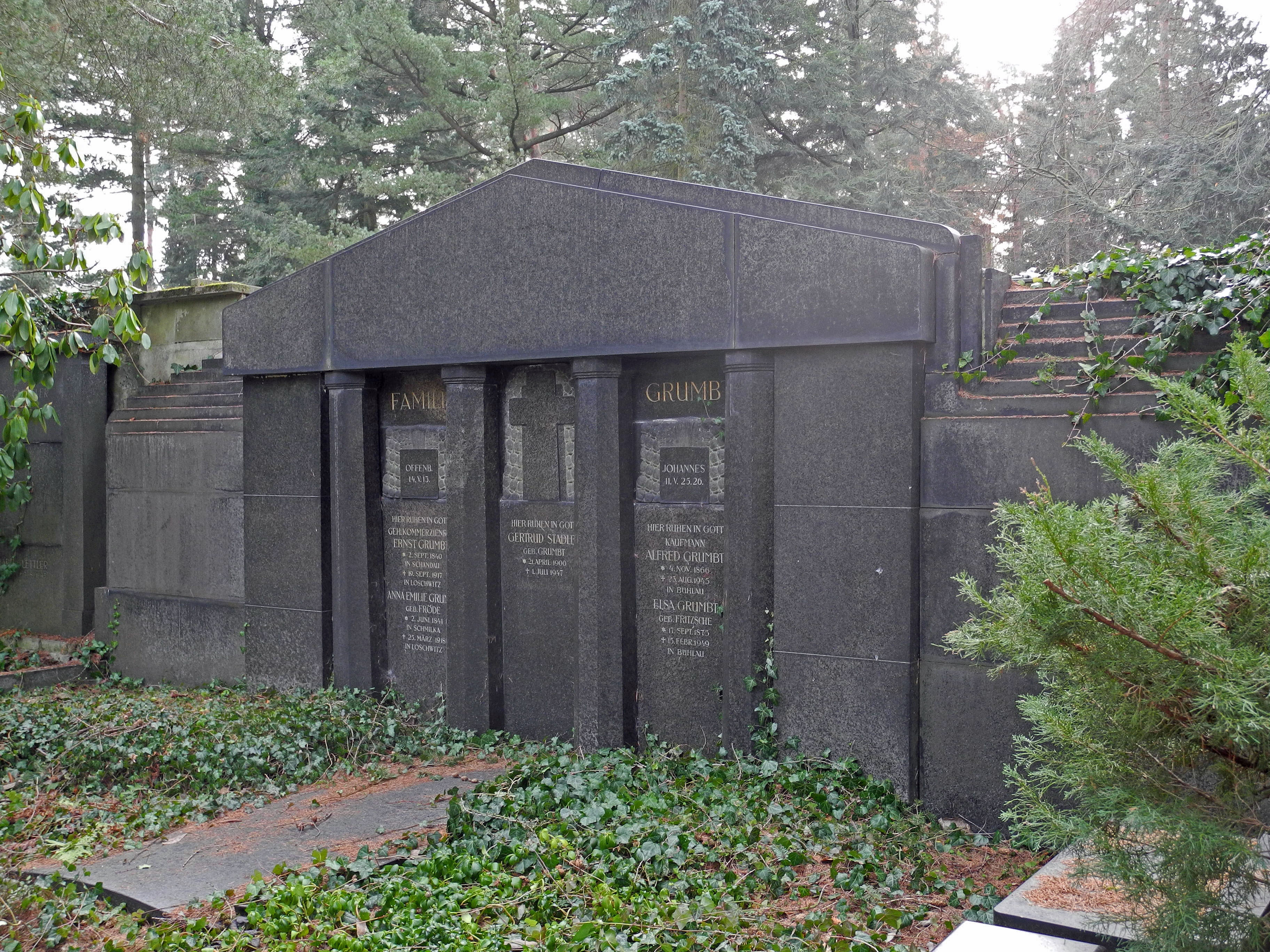
Grabanlage Ernst Grumbt auf dem Waldfriedhof Weißer Hirsch

Grumbt war der Sohn des Maurermeister Carl Gottlob Grumbt und besuchte die Bürgerschule in Schandau. Im Jahr 1864 siedelte er nach Dresden über und betrieb dort zunächst eine Holz- und Sandsteinhandlung, ab 1868 ein Dampfsäge- und Hobelwerk. Später kaufte er die Herrschaft Schluckenau, wo er später ebenso wie in Sohland ein Dampfsägewerk aufbaute. Außerdem besaß er mehrere Steinbrüche in Sachsen und betätigte sich als Schifffahrtsunternehmer auf der Elbe. Zeitweilig beschäftigte er 450 Arbeiter und war einer der wohlhabendsten Männer Sachsens. Er ließ sich mehrere Villen in Dresden errichten, wovon eine am Alexander-Puschkin-Platz 1 heute noch steht.
Von 1887 bis 1893 war er als Abgeordneter der Deutschen Reichspartei Mitglied des Deutschen Reichstags für den Wahlkreis Königreich Sachsen 8 (Pirna, Sebnitz) und von 1897 bis 1909 Mitglied des Sächsischen Landtags. Er bekleidete zahlreiche weitere Ämter, so war er im Vorstand des Konservativen Landesvereins in Sachsen, Mitglied des Verwaltungsausschusses für die Mobiliarversicherung bei der sächsischen Brandversicherungskammer, Vorstand der Sächsischen Holzberufsgenossenschaft und Vorsitzender des Vereins Sächsischer Holzindustrieller. Grumbt war Freimaurer in der Dresdner Johannisloge „Zum goldenen Apfel“ und seit 1903 Träger des Albrechtsordens erster Klasse.
Er war verheiratet mit Anna Emilie, geb. Fröde, mit der er einen Sohn Ernst Alfred Grumbt hatte und wurde auf dem Waldfriedhof Weißer Hirsch in Dresden begraben.